# 釣魚翁郊遊徑
釣魚翁郊遊徑是香港的一條郊遊徑，位於清水灣郊野公園之內，亦為該公園中其中一條漁農自然護理署認可的行山路徑（另一條為龍蝦灣郊遊徑）。釣魚翁郊遊徑建於清水灣半島眾山的山脊和山腰上，北起五塊田，南至大廟坳，途經上洋山、下洋山、廟仔墩、釣魚翁、岩下堂、蝦山篤和田下山。
郊遊徑大部分路段相當平坦好走，惟末段需登上田下山及下降到大廟坳，較需費勁。由於五塊田至蝦山篤一段的部分路段跟釣魚翁越野單車徑重疊，遊人如在山徑上遇到單車的話要小心和禮讓。郊遊徑中途有多個退出點，可返回清水灣道、孟公屋和大坳門道。路徑的沿途流動電話網絡接收良好。遊人如中途感到體力不支或不適，可自行提早離開或致電求救。
釣魚翁郊遊徑沿途景觀開揚，東面可見西貢區牛尾海至清水灣一帶的優美風景，西面則為將軍澳的市區景色，兩者形成強烈的對比。在登上田下山的一段，可近距離看到大赤沙運作中的新界東南堆填區，令該段郊遊徑失色不少。雖然郊遊徑並未途經廟仔墩和釣魚翁的山頂，但途中有支路可達。不過由於那些是沒有維修的山徑，漁農自然護理署於山徑入口處豎立了「懸崖危險，切勿前進」警告牌，作出免責聲明。釣魚翁山脊上的山徑崎嶇難行，只宜有經驗及裝備良好的人士前往，天氣惡劣時切勿嘗試，需加倍小心。
雖然並非釣魚翁郊遊徑的一部分，遊人到達大廟坳後，多會順道參觀大廟灣旁俗稱「大廟」的佛堂門天后古廟，或到布袋澳享用海鮮。

## 交通接駁
五塊田、大坳門、蝦山篤：
- 九龍巴士91線──清水灣第二灣至鑽石山站
- 新界區專線小巴16線──布袋澳至寶林
- 新界區專線小巴103線──清水灣第二灣至觀塘碼頭
- 新界區專線小巴103M線──清水灣第二灣至將軍澳站

布袋澳：
- 新界區專線小巴16線──布袋澳至寶林

大廟灣：
- 大廟灣公眾碼頭